# Waldkirch (Breisgau)
Waldkirch is een stad (sedert 2009 een Große Kreisstadt) in de Duitse deelstaat Baden-Württemberg, en maakt deel uit van de Landkreis Emmendingen.
Waldkirch telt 21.801 inwoners.

## Stadsindeling
De gemeente bestaat uit vijf stadsdelen, te weten Waldkirch in engere zin, en de 4 Ortschaften :
- Buchholz, incl. het gehucht Batzenhäusle, ten zuidwesten van de stad
- Kollnau, ten noordoosten van de stad. het grootste Ortsteil met enkele duizenden inwoners
- Siensbach, incl. de Siensbacher Weg, en de gehuchten Obertal (Dobel), Untertal en Zinken; ten noordoosten van de stad; door de B 294 gescheiden van het noordelijker gelegen Kollnau
- Suggental, een dorpje ten zuiden van Buchholz en de B 294

Tot het stadsdeel Waldkirch behoren naast de gelijknamige stad, het gehucht Heimeck en een groot aantal boerderijen met eigen plaatsnaam, en de kastelen Kastelburg en Schwarzenburg, beide tot ruïnes vervallen.

### Wapens van de stadsdelen

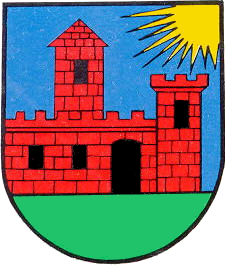
Kollnau
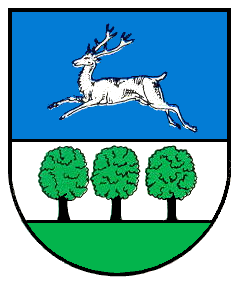
Buchholz
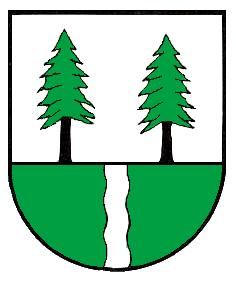
Siensbach
Suggental

## Geografie, infrastructuur

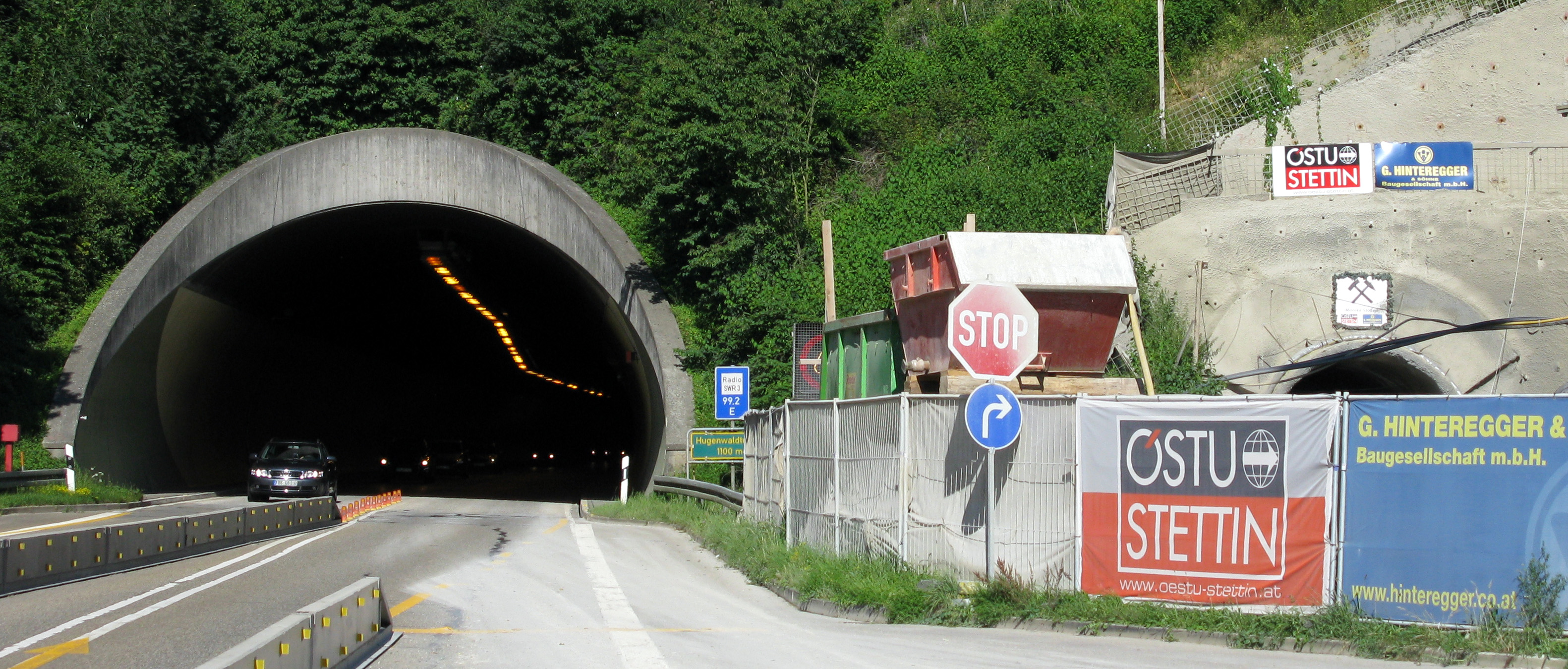
De 1135 m lange Hugenwaldtunnel in de B294 te Waldkirch, kort voor de voltooiing ervan in 1985
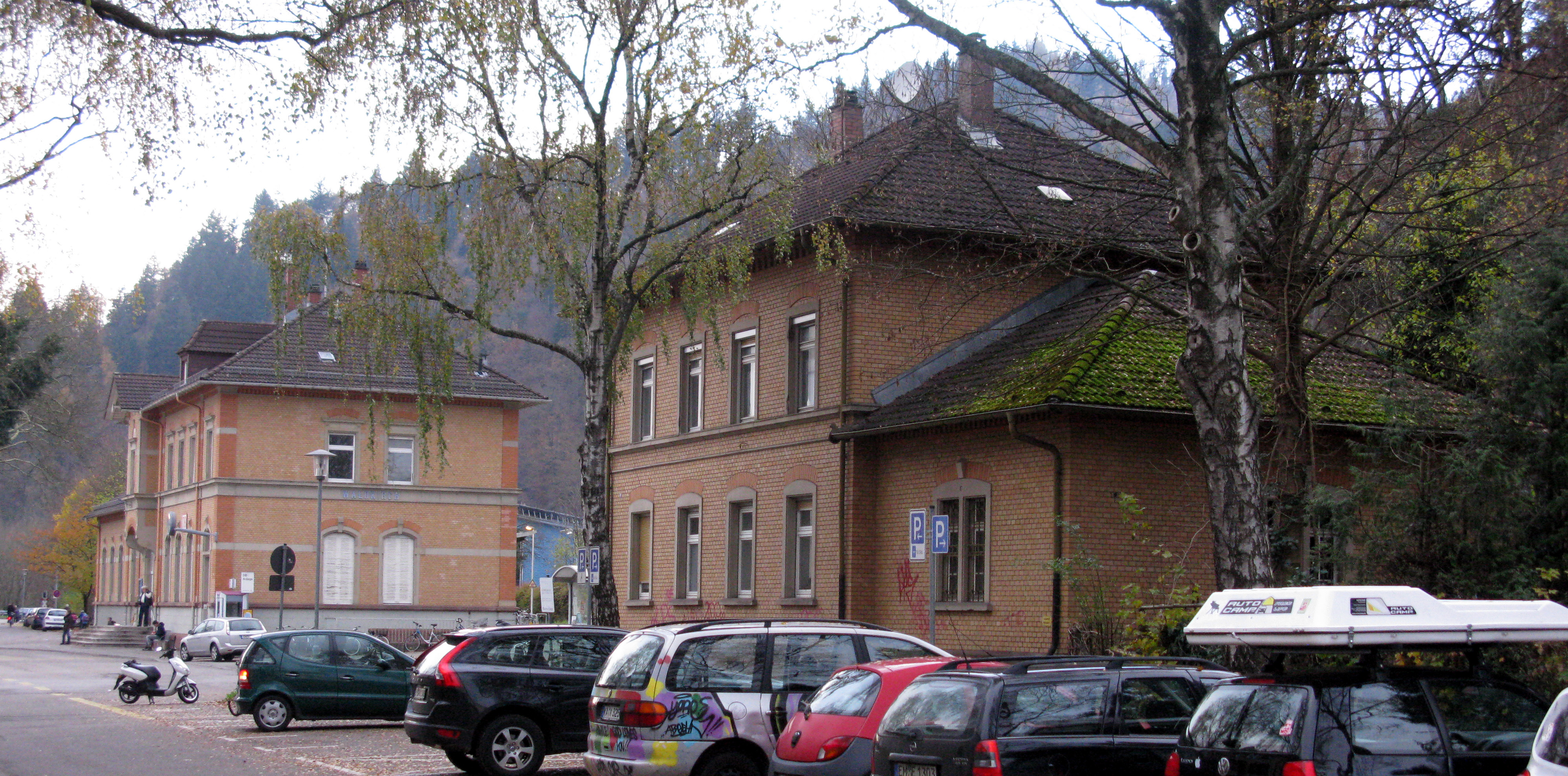
Station Waldkirch
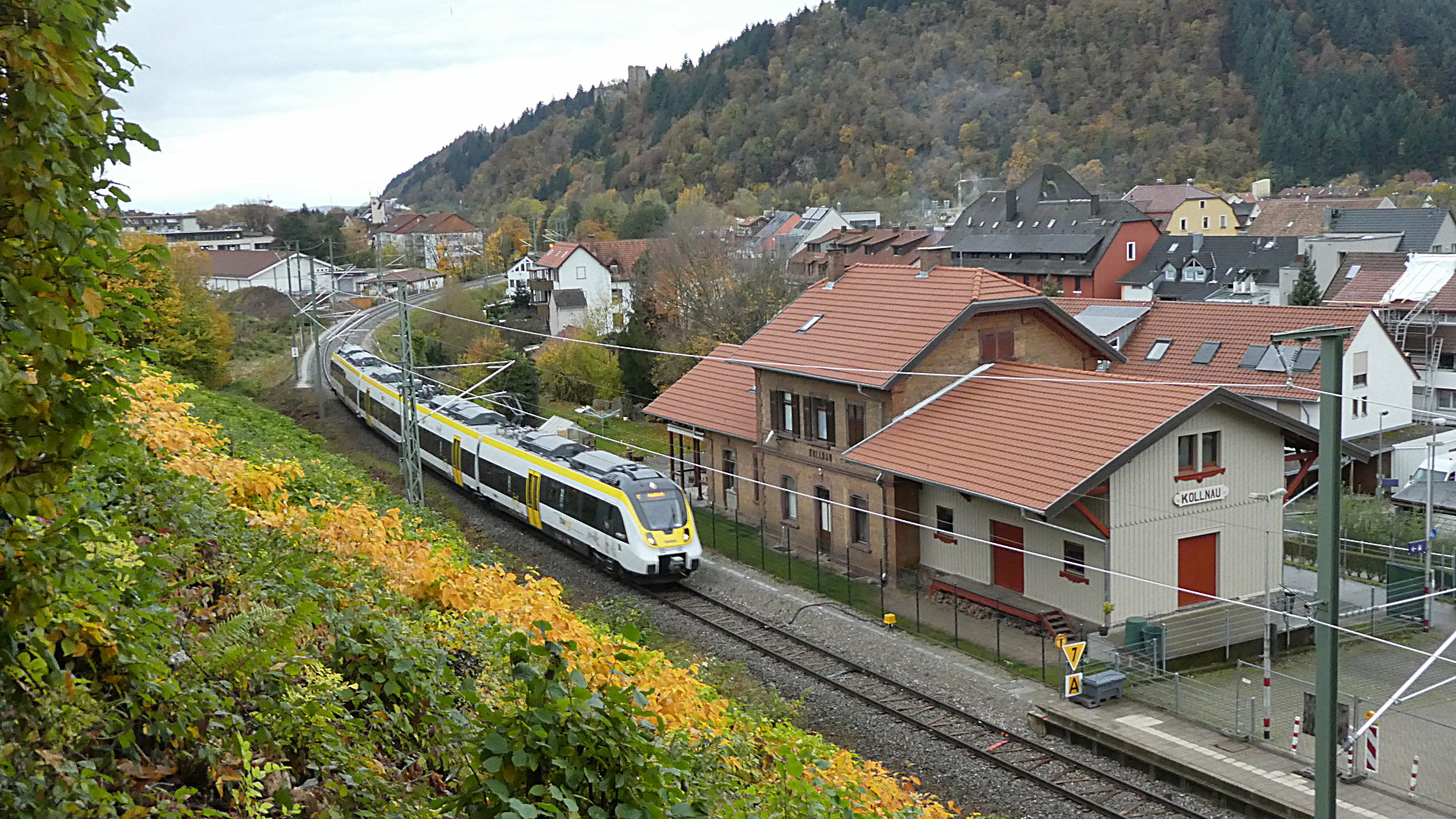
Station Kollnau
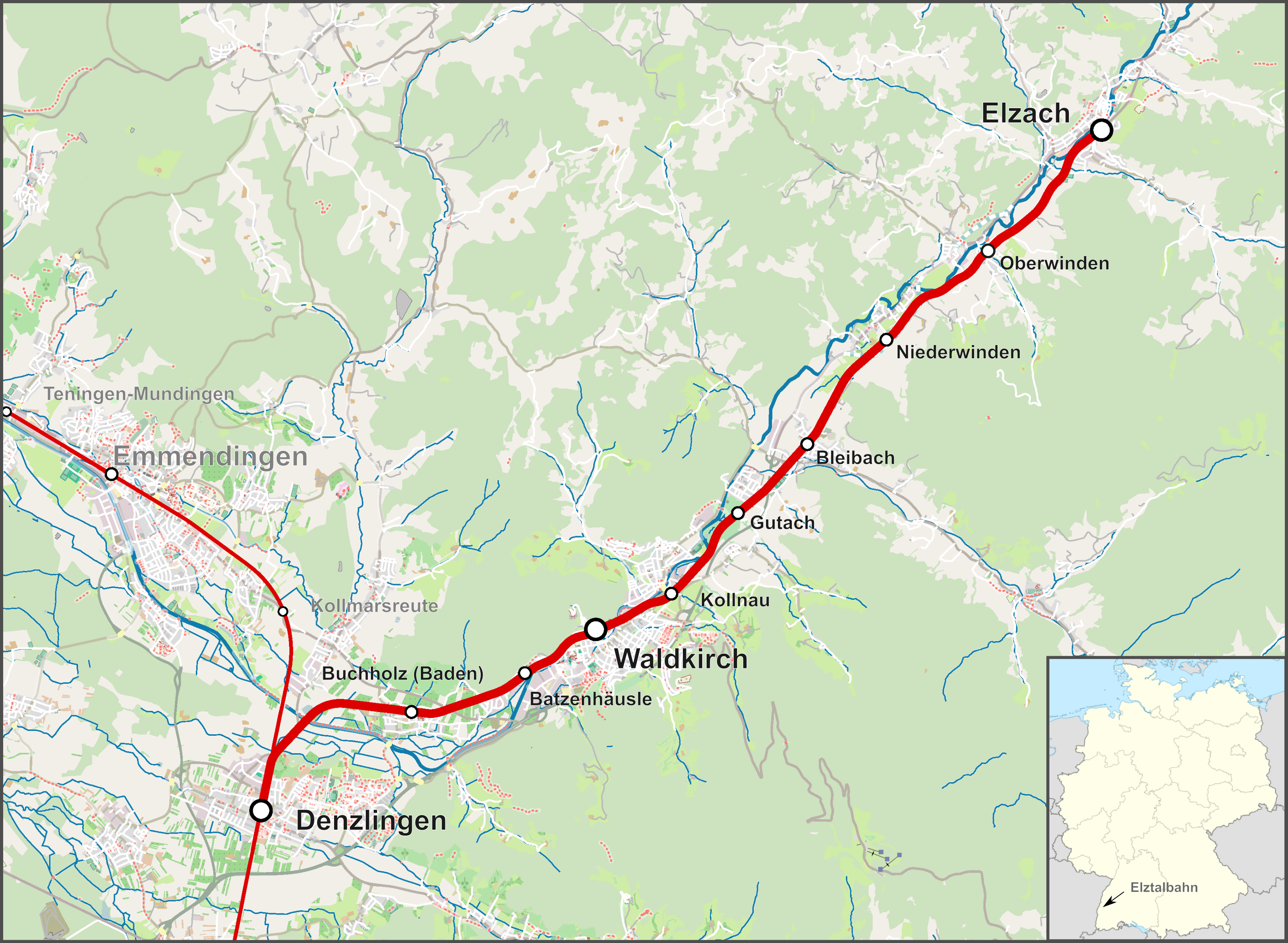
Trajectkaart spoorlijn Denzlingen - Elzach

Waldkirch ligt aan de voet van de berg Kandel, in het Zwarte Woud. In de omgeving komen met enige regelmaat lichte, incidenteel middelzware, aardbevingen voor. De recentste daarvan was op 5 december 2004 (magnitude 5,43 op de schaal van Richter).

### Naburige gemeenten
- In het westen: Denzlingen en Sexau
- In het noordoosten: Gutach
- In het oosten: Simonswald
- In het zuiden: St. Peter en Glottertal in de Landkreis Breisgau-Hochschwarzwald.

### Infrastructuur
De belangrijkste verkeersweg in de gemeente is de, vanuit Denzlingen noordoostwaarts lopende, Bundesstraße 294. Vanwege de vele ongelijkvloerse kruisingen lijkt deze weg wel wat op een Autobahn, maar is dat niet.
Waldkirch heeft een station aan de spoorlijn Denzlingen - Elzach (Elztalbahn). Ook het ten zuidwesten ervan gelegen gehucht Batzenhäusle, het nog wat verder zuidwestelijk gelegen Buchholz en het ten noordoosten van Waldkirch gelegen Kollnau hebben stopplaatsen aan deze spoorlijn. De lijn is sinds 2021 geëlektrificeerd. Sinds 2020 bestaat de Breisgau-S-Bahn, een S-Bahn-net met centraal punt Freiburg Hbf, waar genoemde spoorlijn deel van uitmaakt. Het betekent, dat men voor de treinreis van Freiburg naar Waldkirch v.v. doorgaans niet meer te Denzlingen hoeft over te stappen. Te Denzlingen heeft men aansluiting op de spoorlijn Mannheim - Bazel.
Vanaf station Waldkirch kan men per streekbus verder reizen naar o.a. Emmendingen, Elzach, Freiburg en Furtwangen. Naar Siensbach en terug rijdt een stadsbus. De frequentie van deze buslijnen is echter, zeker buiten de spitsuren, laag.

## Economie

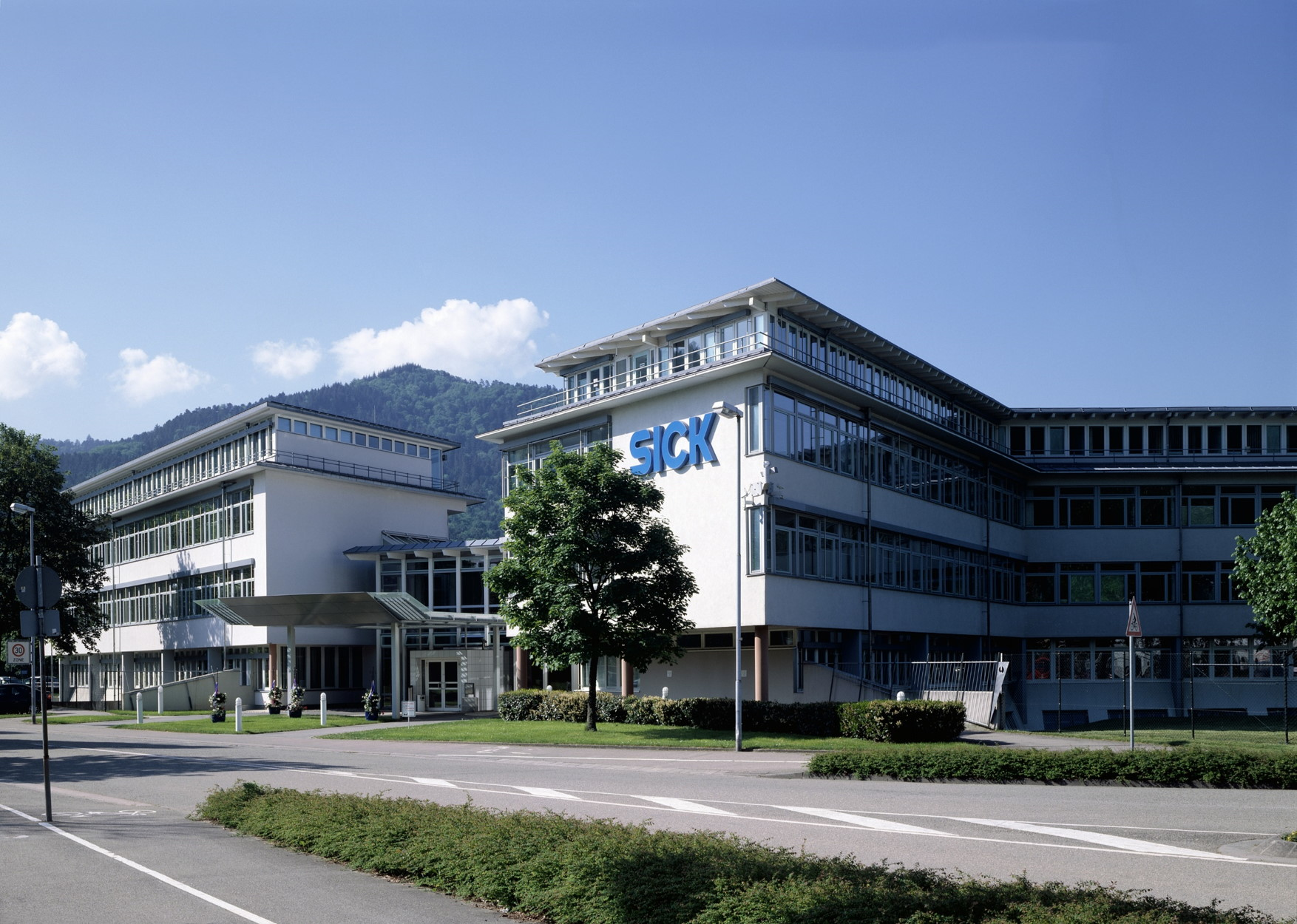
Hoofdvestiging SICK AG te Waldkirch
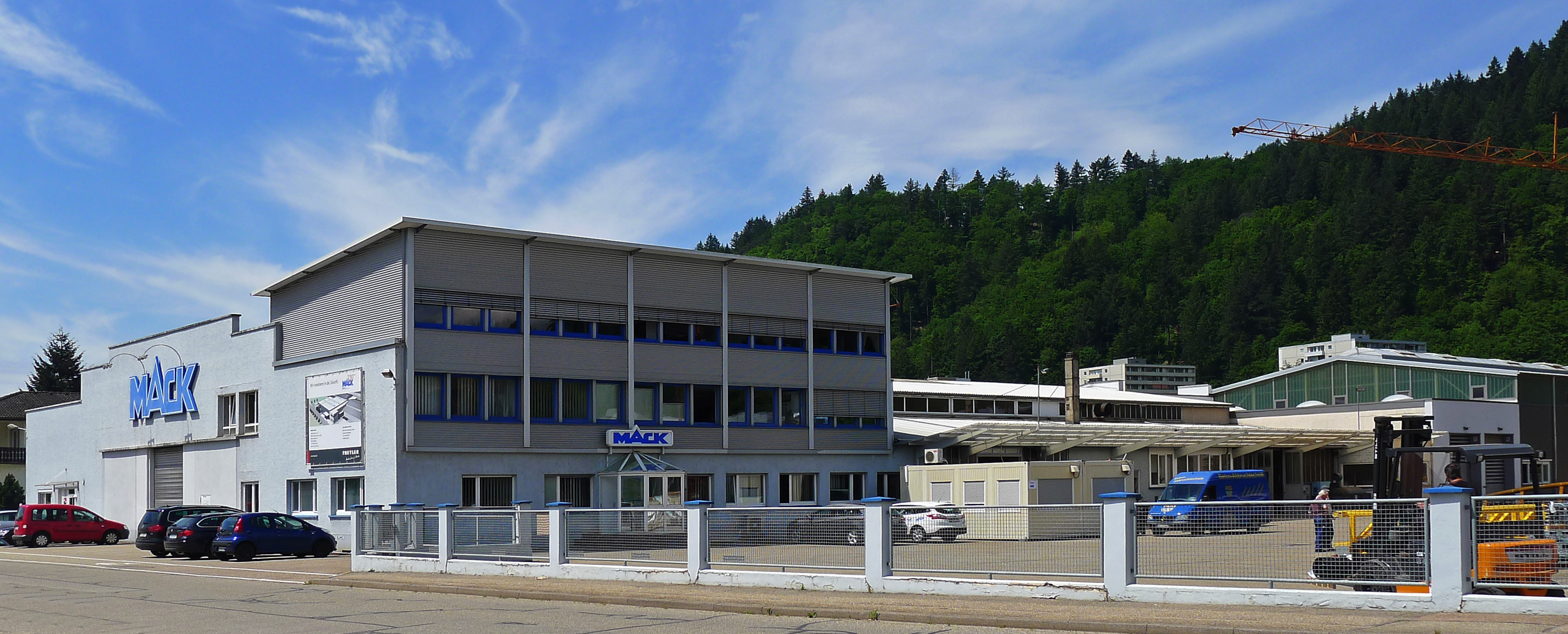
Hoofdvestiging Mack Rides
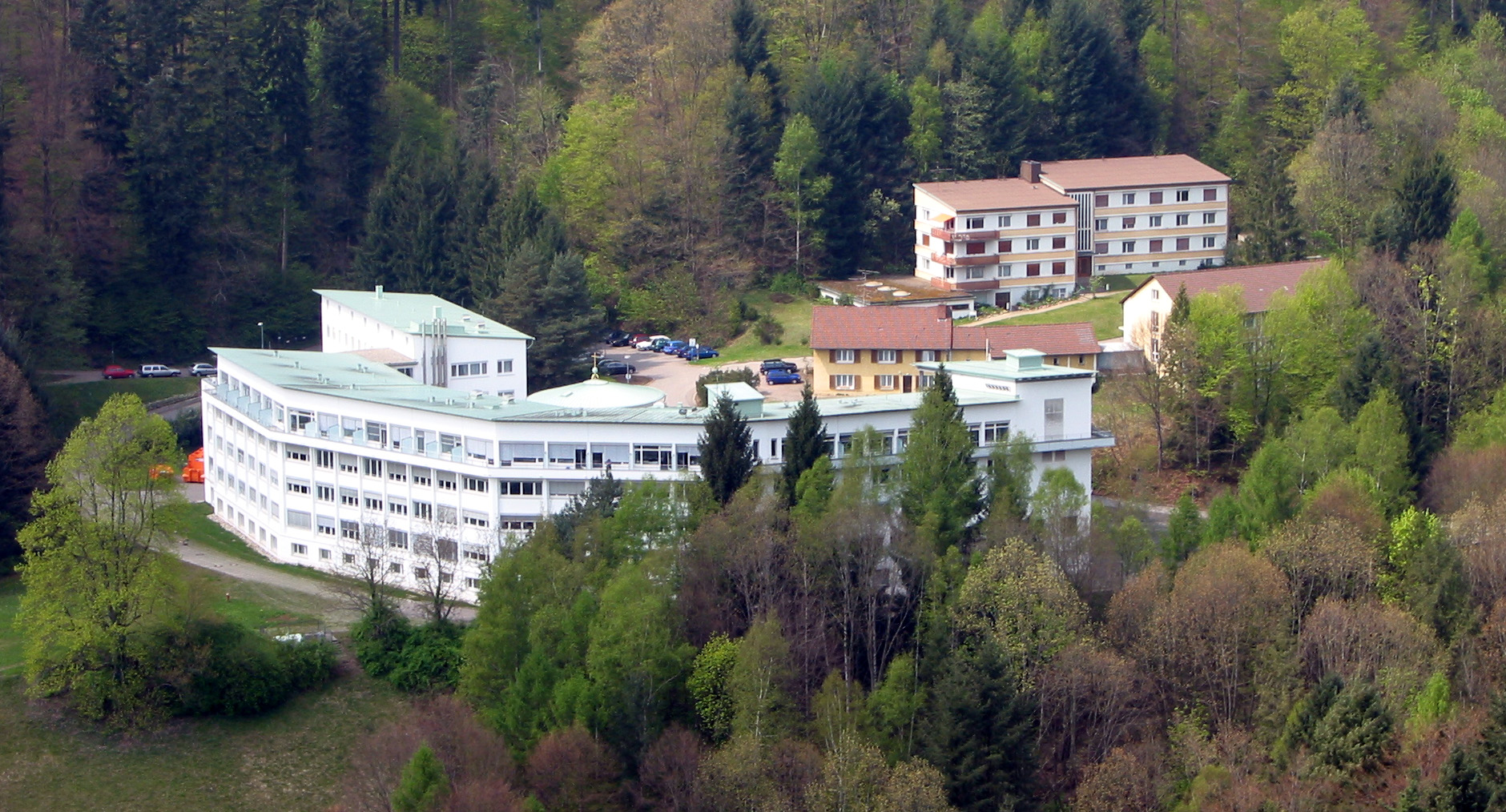
BDH-ziekenhuis, Waldkirch

Te Waldkirch is sinds 1956, op een industrieterrein aan de zuidwestrand van de stad, het hoofdkantoor en een fabriek gevestigd van de firma Sick AG, producente van o.a. sensoren en detectiesystemen. Ook zetelt er een vrij grote papier- en kartonfabriek (medicijndoosjes). Internationaal bekend is verder de reeds sinds 1780 bestaande firma MACK Rides, die kermis- en pretparkattracties, zoals achtbanen, produceert en verhandelt.
Vanwege de fraaie omgeving in het Zwarte Woud is het toerisme er van belang. De stad heeft verder een Amtsgericht. Binnen de dienstensector is nog vermeldenswaard een, ten dele in de behandeling van longziekten gespecialiseerd, ziekenhuis met de naam BDH. Dit ziekenhuis is voorzien van een goed aangeschreven opleiding voor verpleegkundigen.

## Geschiedenis

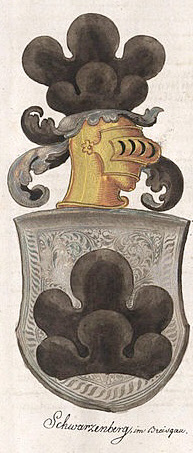
Geslachtswapen van de baronnen Von Schwarzenberg
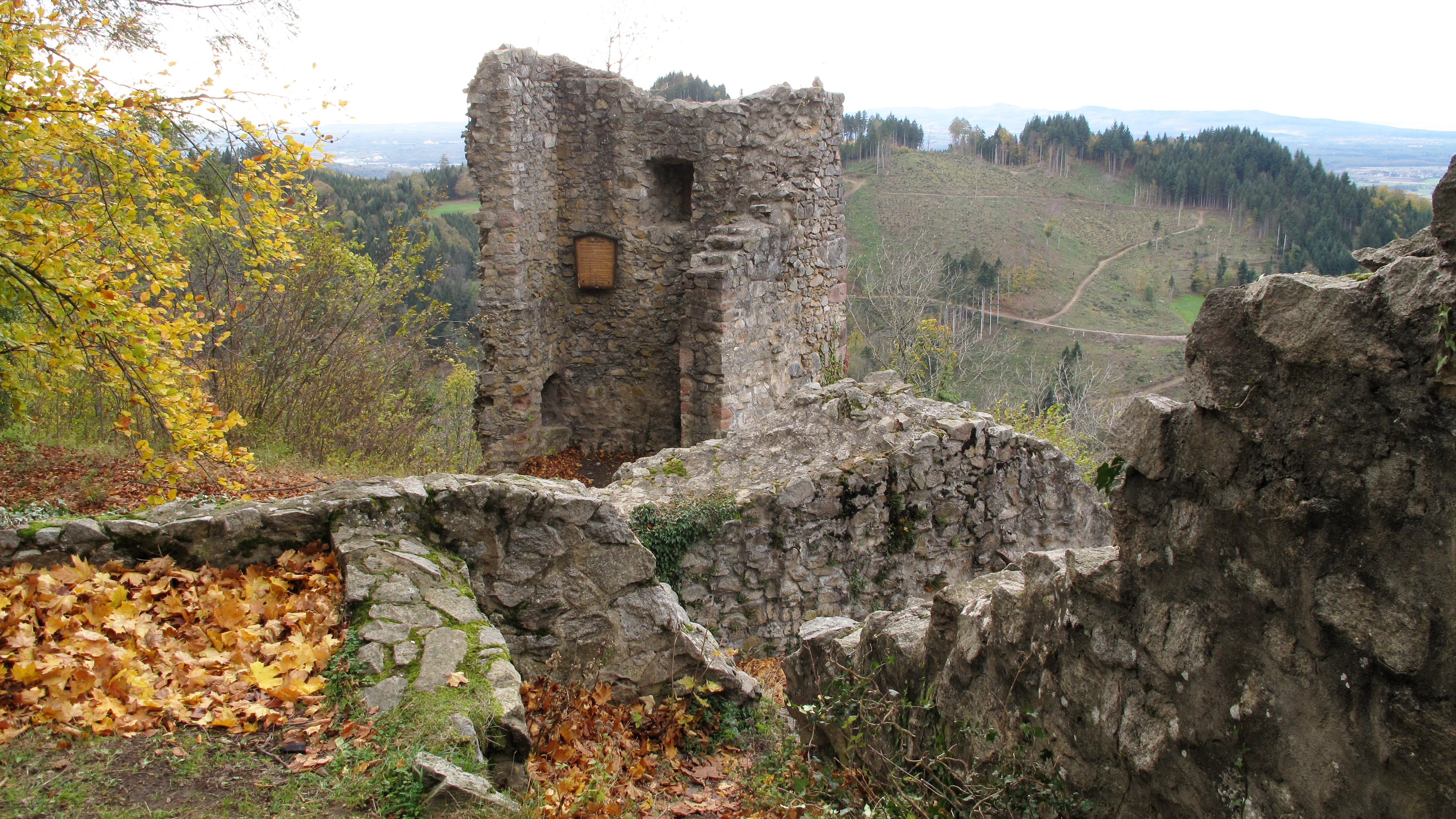
Ruïne van hun stamslot, kasteel Schwarzenburg, bij Waldkirch

De stad ontstond rondom een door Burchard II, hertog van Zwaben, in 918 gesticht nonnenklooster, waar de Margarethakerk nog een overblijfsel van is. Eeuwenlang waren de baronnen van Schwarzenberg namens klooster en hertog de feitelijk over de plaats regerende landvoogden. Omstreeks 1130 lieten zij er hun stamslot, kasteel Schwarzenburg, bouwen. Dit kasteel kwam pas in 1567, bij het uitsterven van die van Schwarzenberg, aan Oostenrijk. In dat jaar kocht Ferdinand II van Tirol, aartshertog van Voor-Oostenrijk, het gebied. De heren van Schwarzenburg lieten aan de andere kant van het Elzdal omstreeks 1255 de Kastelburg bouwen; dit kasteel werd verwoest tijdens de Dertigjarige Oorlog, in 1634.
In de 13e eeuw hadden de Schwarzenbergs de plaats Waldkirch laten ommuren, en in 1300 verleenden zij stadsrechten aan Waldkirch. In 1638 werd Waldkirch geteisterd door een stadsbrand.
Waldkirch lag tot vóór de Napoleontische tijd in Oostenrijk, en in de 19e eeuw in het aan het Duitse Keizerrijk onderhorige Groothertogdom Baden (tot de opheffing van deze staat in 1918).
In Waldkirch waren ten tijde van Adolf Hitlers Derde Rijk veel actieve nazi's. Na de Tweede Wereldoorlog, waarin Waldkirch slechts weinig oorlogsschade leed, kwam de stad in de Franse bezettingszone, in Zuid-Baden, te liggen en sinds 1952 in Baden-Württemberg.
In de 15e eeuw ontwikkelde Waldkirch zich tot een belangrijk centrum van edelsteenslijperij. De daarvoor benodigde werktuigen werden aangedreven door de vele watermolens op de Elz en haar zijbeken. Na de nodige ups en downs is deze bedrijfstak tot in de 19e eeuw blijven bloeien. Eén van de oude edelsteenslijperijen bestaat tot op de huidige dag nog.
In 1975 werden Waldkirch en 4 aangrenzende gemeenten, thans Ortschaften van Waldkirch, samengevoegd in het kader van een gemeentelijke herindeling.

## Bezienswaardigheden
- De stad ligt aan de voet van de hier steile berg Kandel in het Zwarte Woud, met veel sport- en recreatiemogelijkheden.
- Zowel de ruïne van de Schwarzenburg als die van de Kastelburg lonen de moeite van een wandeling. Beide ruïnes liggen op een heuveltop, vanwaar men een fraai uitzicht heeft. De bergfried van de Kastelburg is nog zover intact, dat men deze beklimmen kan.
- Bezienswaardig is de uit 1734 daterende barokke, rooms-katholieke St. Margarethakerk. Beroemd is het in 1869 voltooide orgel in deze kerk.
- In Waldkirch bevindt zich het Elztalmuseum. Het richt zich op de geschiedenis van de regio en toont stukken uit de orgelbouw (kermis- en draaiorgels), geschiedenis van orchestrions en andere muziekautomaten en edelsteenslijperij. Het museum is gevestigd in het voormalige proosdijgebouw van het St.-Margarethaklooster (bouwjaar 1755).
- De 13e-eeuwse zilvermijn Suggental is een museum-mijn, die af en toe in het kader van een rondleiding bezocht kan worden.
- De stad heeft een op een steile helling gelegen kleine dierentuin, de Schwarzwald-Zoo, met vrijwel uitsluitend in Europa van nature voorkomende dieren.
- Het belangrijkste jaarlijkse evenement van Waldkirch is het in Zwabisch-Alemannische traditie verlopende carnaval (Fasching). Eens in de drie jaar, voor het laatst in 2022, vindt een orgelfestival plaats.

## Belangrijke personen in relatie tot de gemeente

### Geboren
- Albert Koebele (* 28 februari 1853 in Siensbach/Breisgau; † 28 december 1924 in Waldkirch), Duits-Amerikaans entomoloog, als assistent van zijn Amerikaanse collega Charles Valentine Riley (1843-1895) een pionier in de biologische bestrijding, o.a. bestrijding van schildluis met lieveheersbeestjes
- Rudolf Amendt, in de Verenigde Staten bekend onder de acteursnamen Rudolph Anders, Robert Davis en Robert O. Davis, (* 17 december 1895; † 27 maart 1987 in Woodland Hills (Los Angeles, USA)), filmacteur, speelde van 1939-1964 bijrollen in soms beroemde films (o.a.: The Great Dictator, Sherlock Holmes and the Secret Weapon, A Star Is Born (1954), A Private's Affair en The Prize (1963))
- Tobias B. Huber (* 25 augustus 1971), vooraanstaand nierspecialist en internist, verrichtte samen met andere artsen in 2020 belangrijk wetenschappelijk onderzoek naar de inwerking van het COVID-19-virus op de nieren
- Daniel Schwaab (23 augustus 1988), voetballer

### Overigen
- Karl Jäger (1888-1959), berucht nazi, jodenvervolger, woonde lange tijd te Waldkirch
- Georg Scholz (* 10 oktober 1890 in Wolfenbüttel; † 27 november 1945 in Waldkirch) schilder in de kunstrichting Nieuwe zakelijkheid, door de nazi's als entartet beschouwd; na de Tweede Wereldoorlog korte tijd burgemeester van Waldkirch
- Josef Schröder-Schoenenberg (* 12 juli 1896 in Keulen; † 12 juli 1948 in Waldkirch), vanaf 1937 nationaalsocialistisch beeldend kunstenaar[3]

## Afbeeldingen

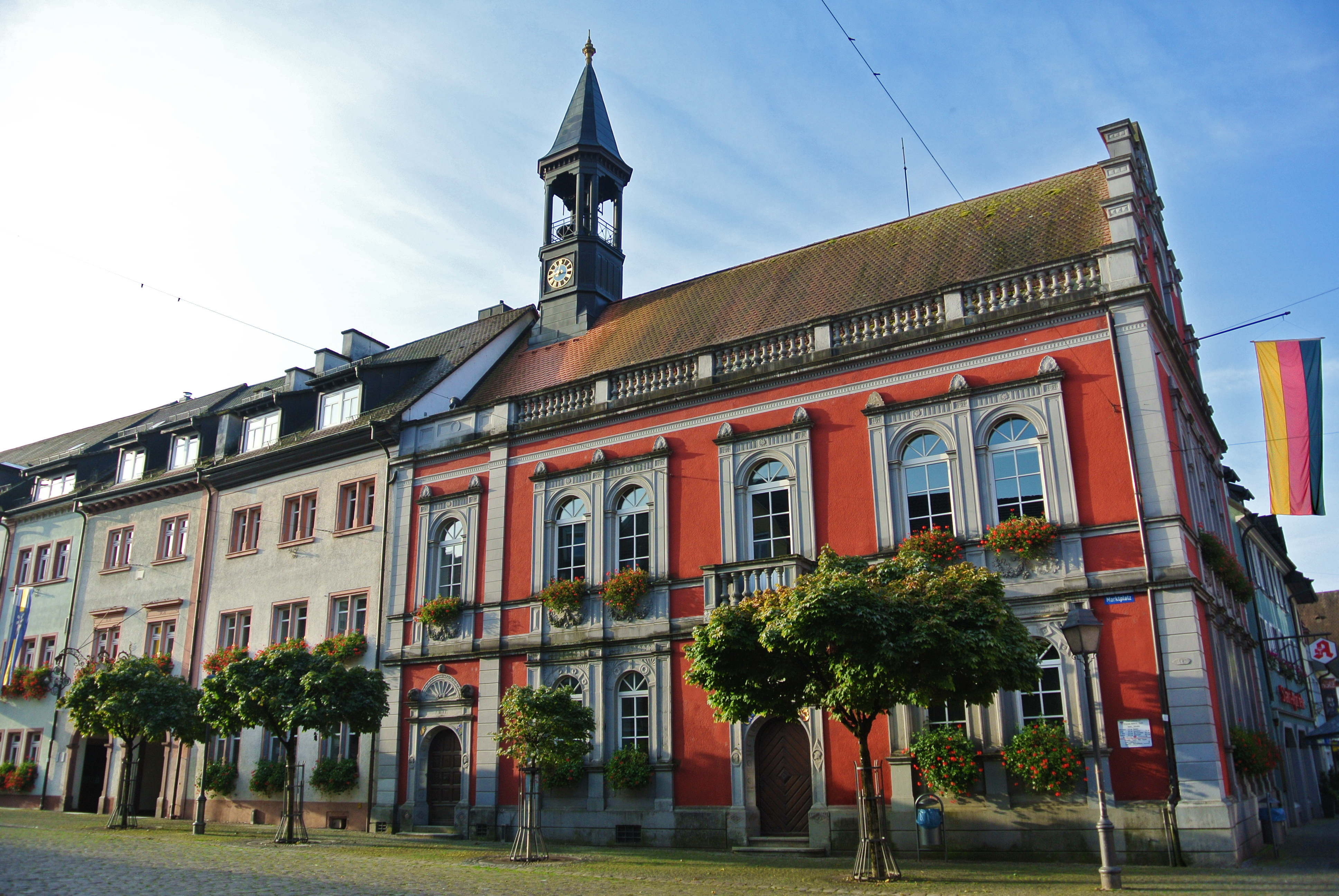
Stadhuis (1654)
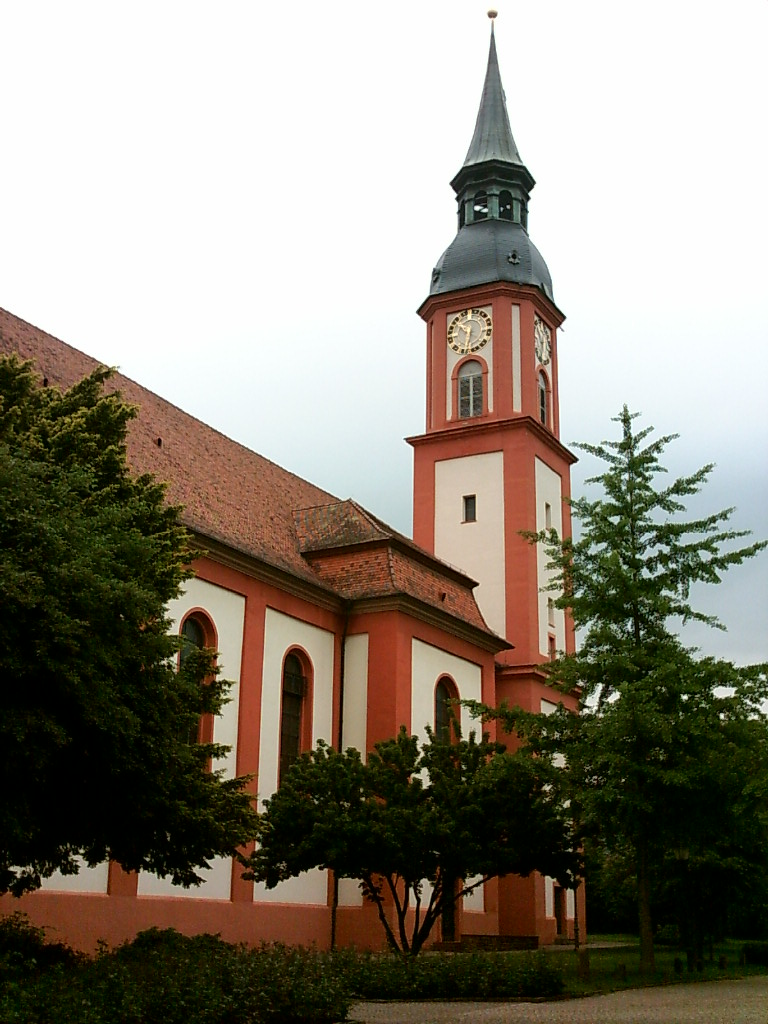
St. Margarethakerk (1734) te Waldkirch
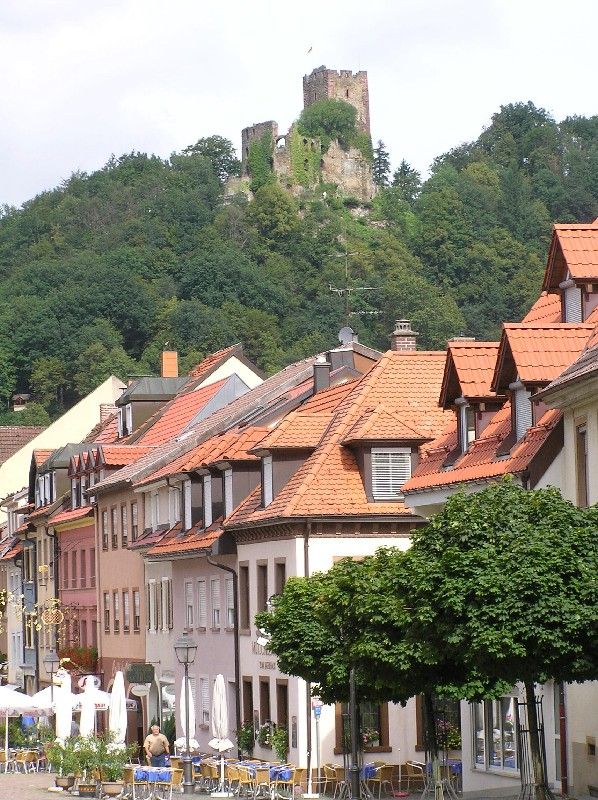
Gezicht vanuit het centrum op de ruïne Kastelburg
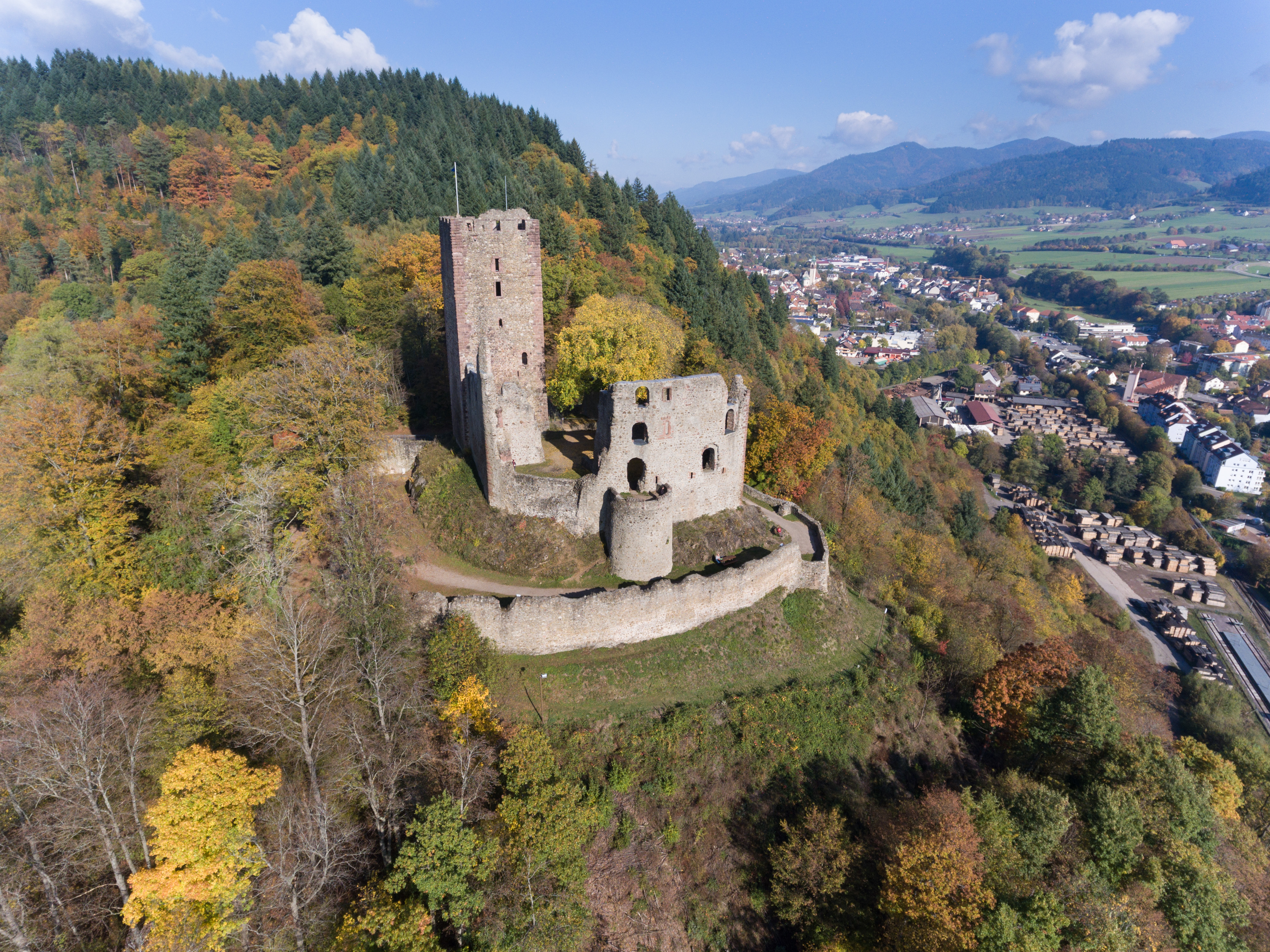
Ruïne Kastelburg
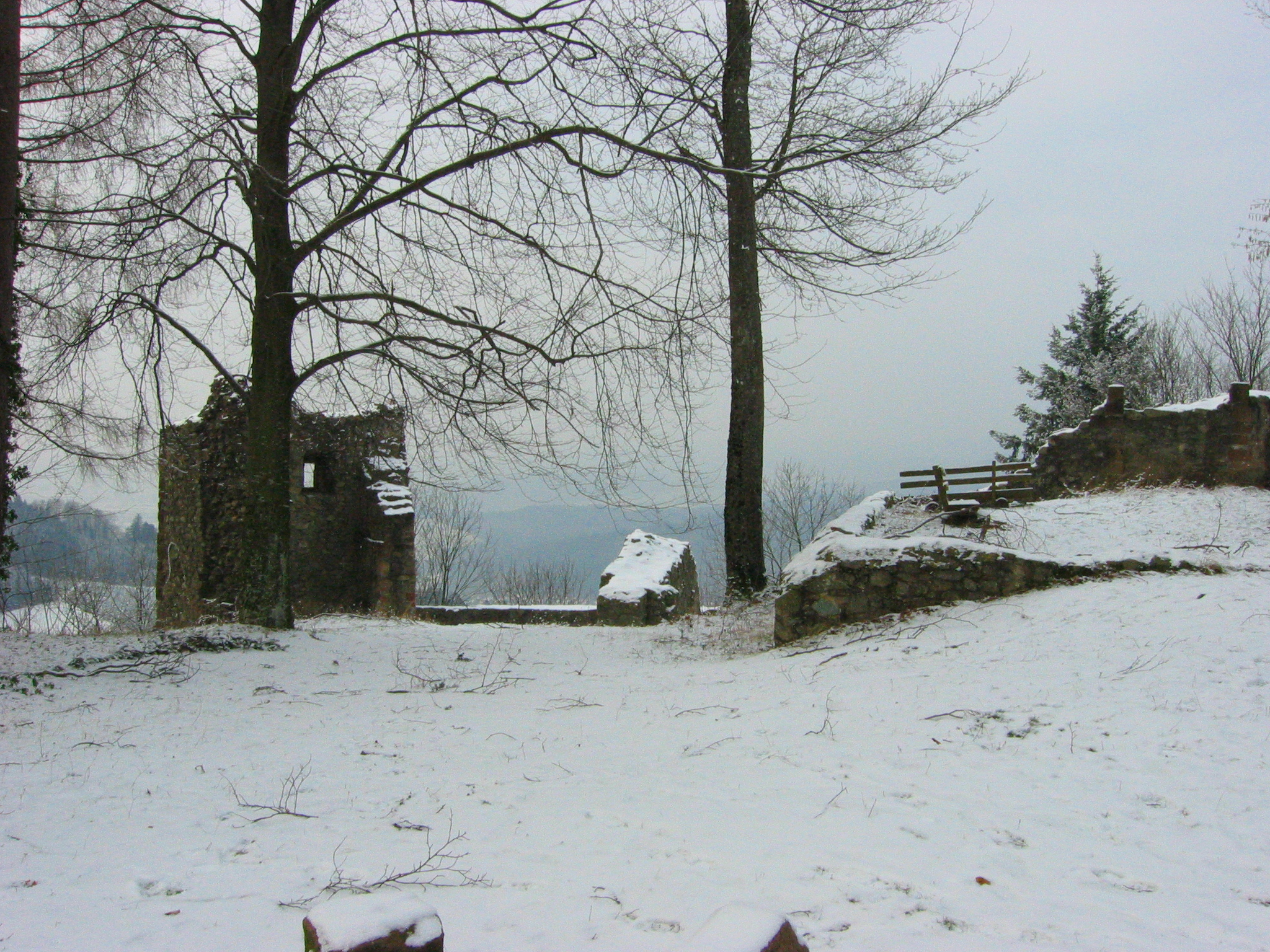
Ruïne Schwarzenburg
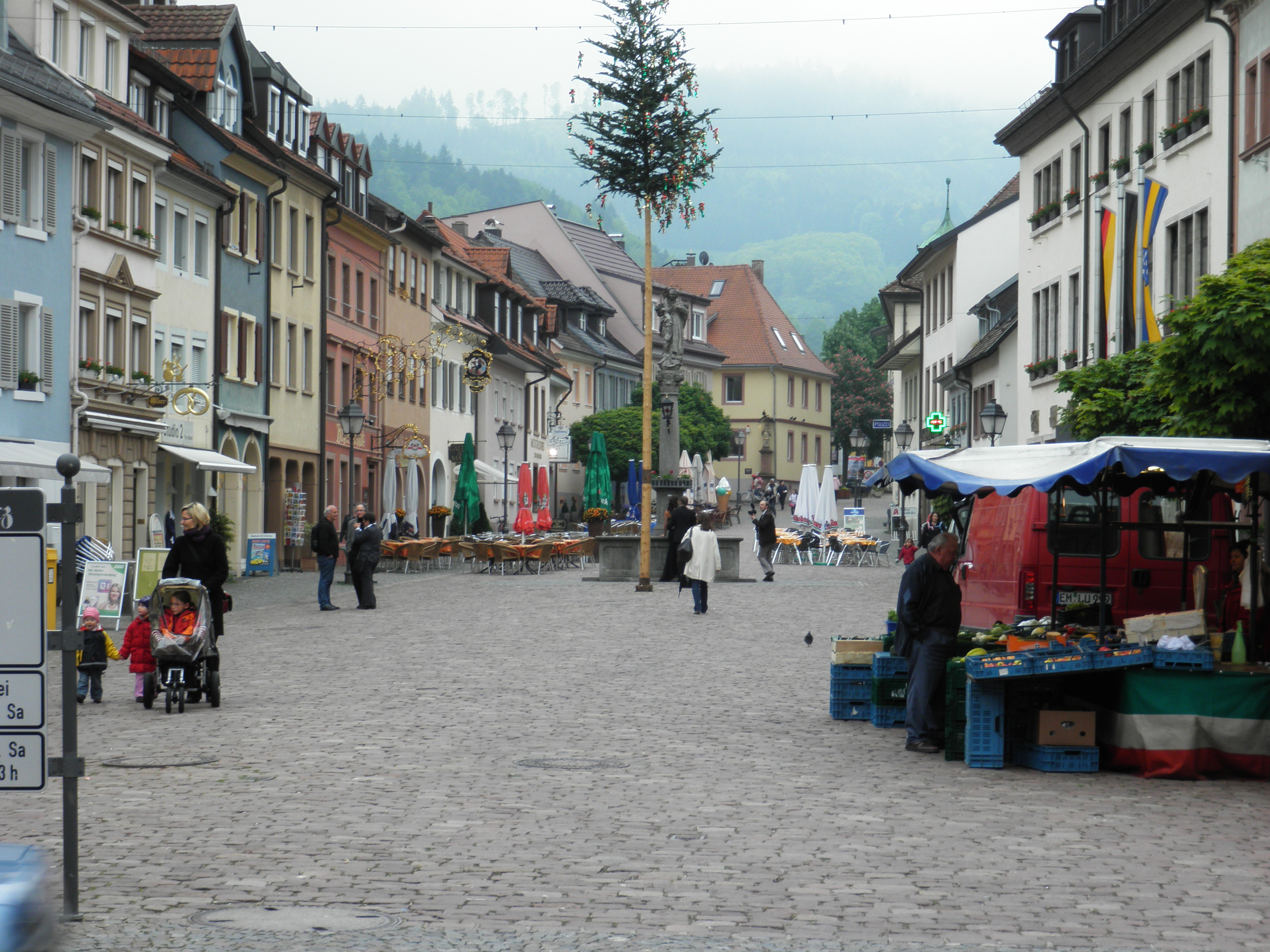
Marktplein
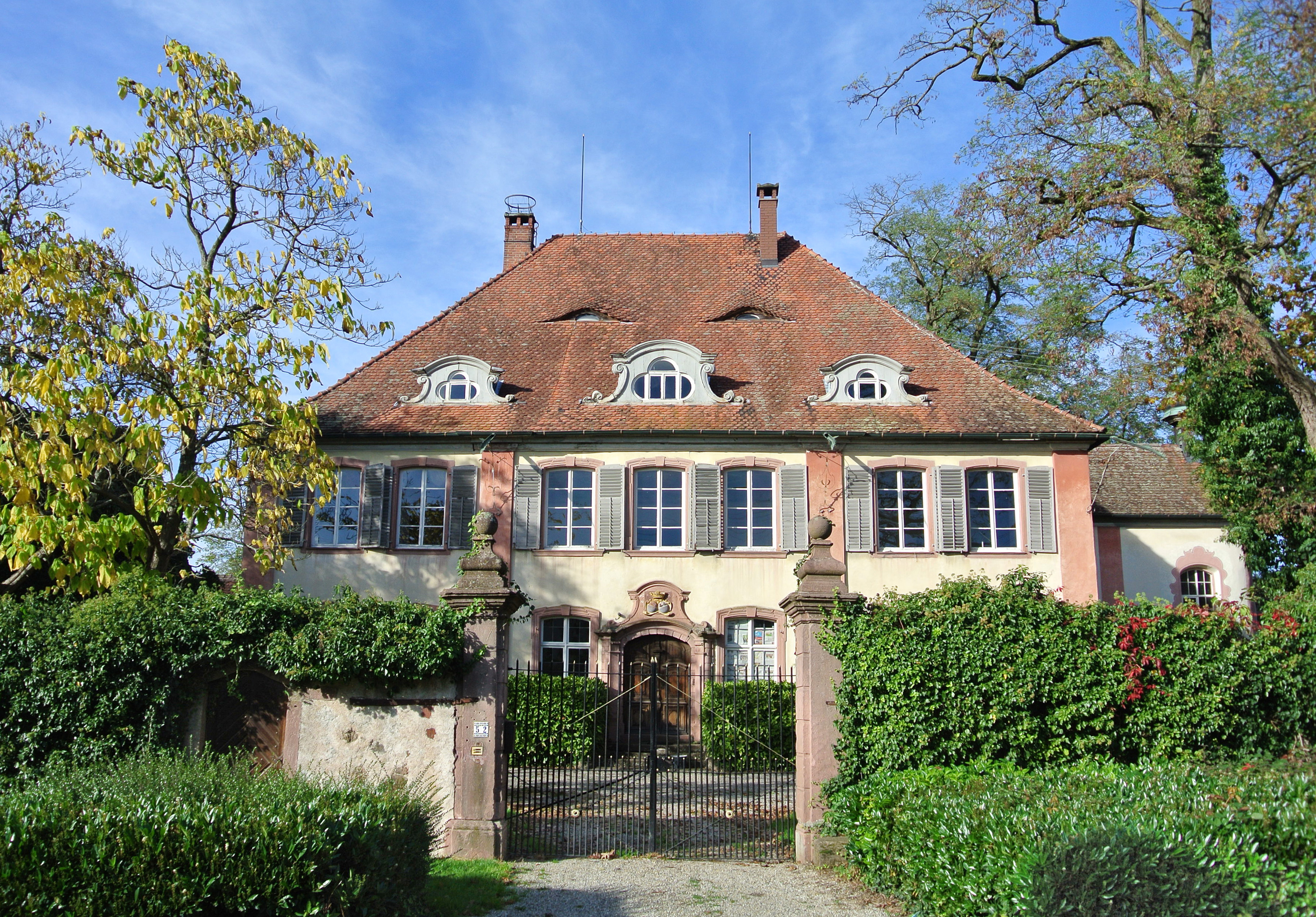
Kasteel Buchholz (1760-1767, bedrijfsschool van SICK AG)
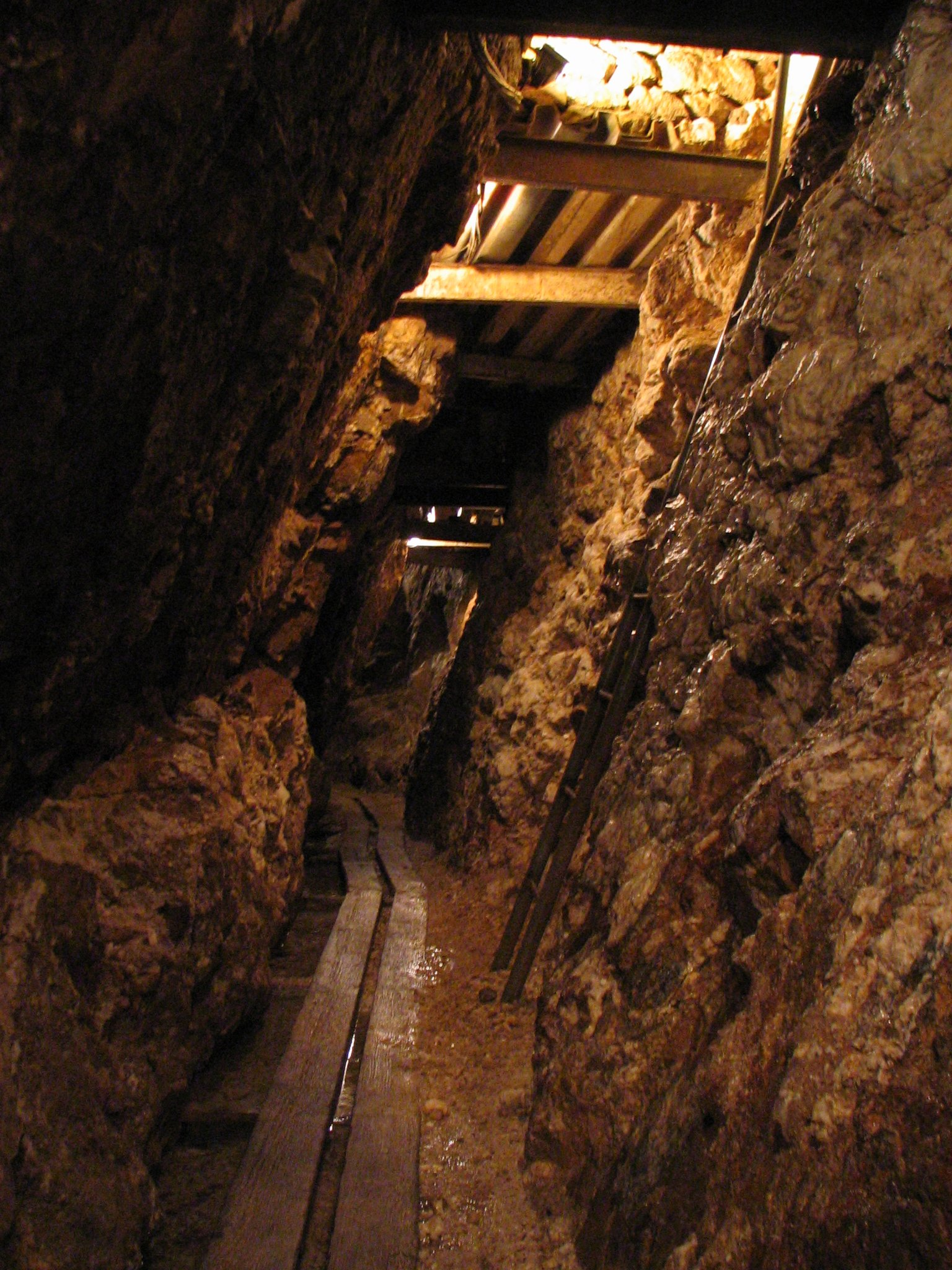
Museummijn Suggental
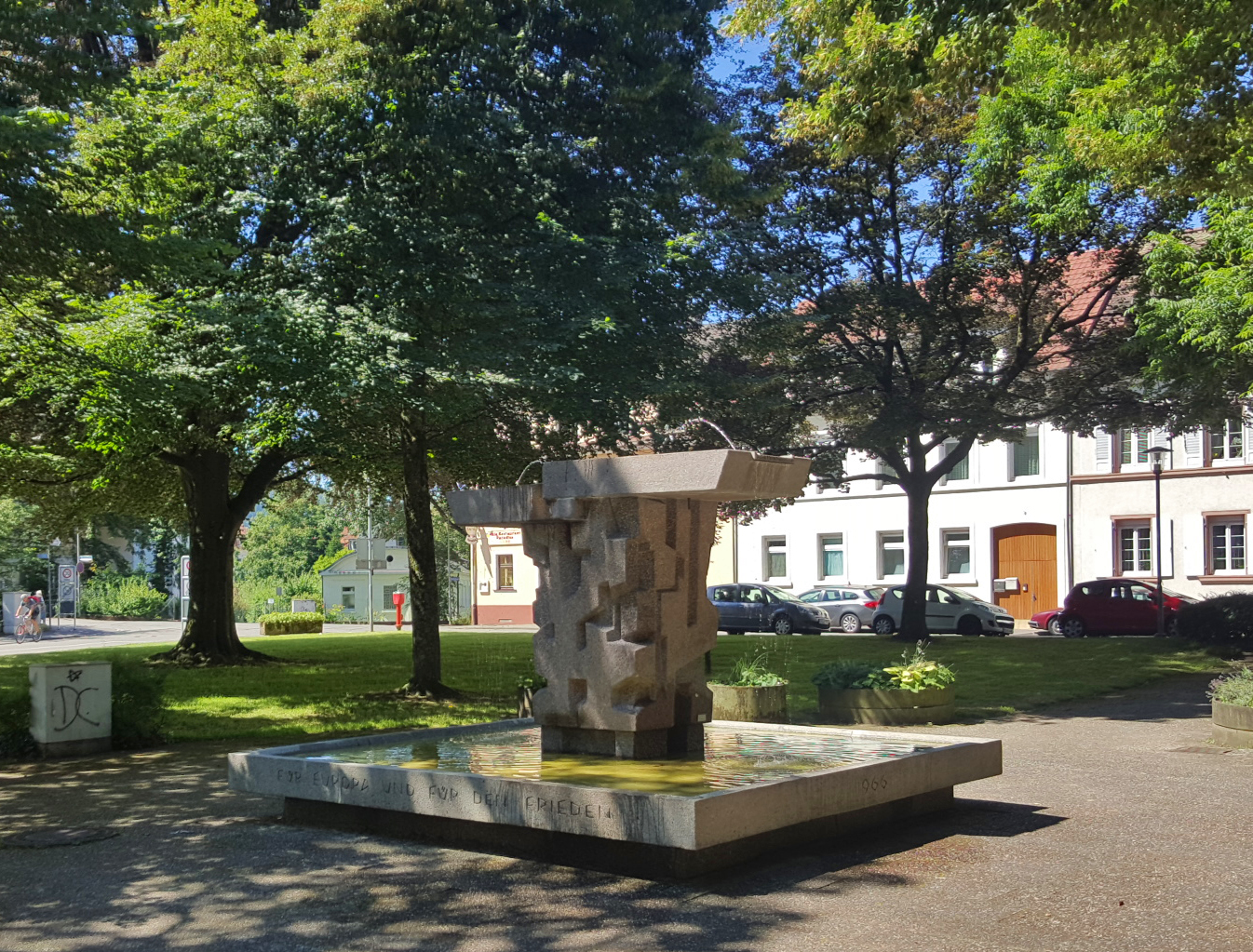
Europafontein, met de namen van Waldkirchs partnersteden

## Partnergemeenten
Waldkirch onderhoudt jumelages met:
- Sélestat, Frankrijk, sedert 1966
- Chavanay, Frankrijk, sedert 1993, uitgegaan van stadsdeel Buchholz
- Liestal, Zwitserland, sedert 1989
- Montignies-sur-Sambre, België, sedert 1974
- Worthing (West Sussex), Engeland, sedert 1997
- Korjukivka (Oekraïens: Корюківка) , Oblast Tsjernihiv, Oekraïne, sedert 2022

De stad is aangesloten bij de beweging Cittaslow.
Bahlingen am Kaiserstuhl ·
Biederbach ·
Denzlingen ·
Elzach ·
Emmendingen ·
Endingen am Kaiserstuhl ·
Forchheim ·
Freiamt ·
Gutach im Breisgau ·
Herbolzheim ·
Kenzingen ·
Malterdingen ·
Reute ·
Rheinhausen ·
Riegel am Kaiserstuhl ·
Sasbach am Kaiserstuhl ·
Sexau ·
Simonswald ·
Teningen ·
Vörstetten ·
Waldkirch ·
Weisweil ·
Winden im Elztal ·
Wyhl am Kaiserstuhl